# Битва за Унцукуль
Битва за Унцукуль — сражение, состоявшееся 28—31 августа 1843 года между русским гарнизоном и жителями аула Унцукуль против отрядов имама Шамиля. В результате сражения Шамилём был захвачен и разрушен Унцукуль, а гарнизон укрепления уничтожен.

## Предыстория
В 1841 году русские войска были полностью вытеснены Шамилём из Аварии, однако через год, после экспедиции генерала К. К. Фези, русским снова удалось овладеть некоторыми аварскими аулами. Уже в 1843 году Шамиль предпринял новый поход против русских войск в Аварии.

## Ход сражения

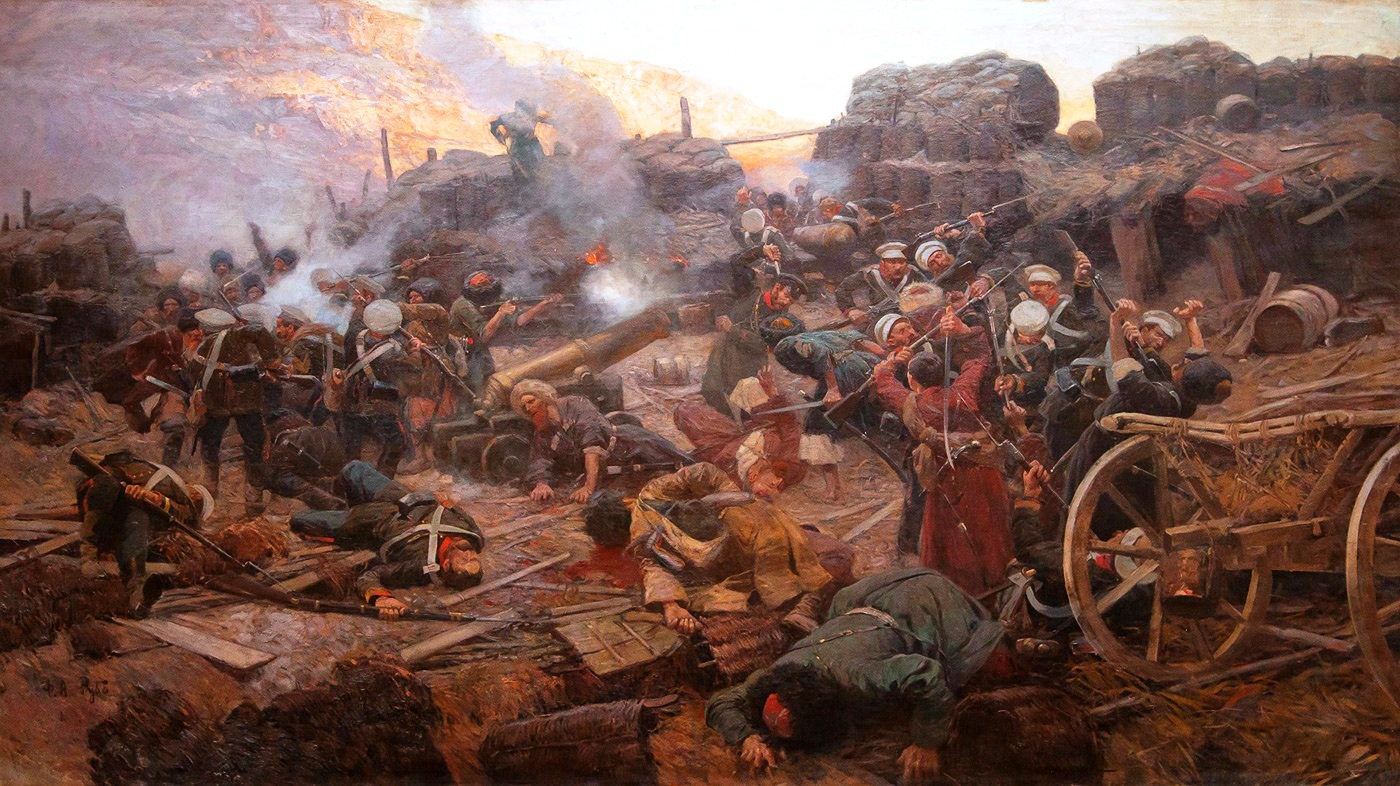
«Битва в горах» сцена из Кавказской войны. Рубо Ф., 1890 г.

26 августа 1843 года Шамиль собрал сильный отряд из Ичкерии, Гумбета и Салатавии и направился к Унцукулю, где располагался русский гарнизон во главе с поручиком Аносовым. 27 августа Шамиль соединился с отрядами хунзахского Хаджи-Мурата и телетлинского Кибит-Магомы, подошёл к Унцукулю и окружил аул.
28 числа в поле близ Унцукуля произошло первое столкновение между мюридами и жителями села, в результате которого последние были опрокинуты обратно в аул. В тот же день Шамиль приступом занял нижнюю часть села.
На помощь осаждённым направился начальник цатанихского гарнизона полковник Веселицкий, с отрядом 500 человек. 29 числа достигнув унцукульских высот отряд Веселицкого открыл артиллерийский огонь по мюридам, после чего перешёл в наступление. Однако в результате завязавшегося боя русский отряд был отброшен с большим уроном. Мюриды тем временем зашли с тыла, захватили орудия, окружили отряд Веселицкого и бросились на них в шашки. Весь отряд был опрокинут к Аварскому Койсу. Погибли все (477 нижних чинов и 11 офицеров, в том числе сам Веселицкий) за исключением нескольких человек, перебравшихся через Койсу вплавь.
В тот же день Шамиль овладел большею частью селения. Тем не менее унцукульский старшина Кибит-Гаджи, личный враг Шамиля, собрал возле себя 500 преданных ему людей, перешёл в верхнюю часть селения и продолжал упорно защищаться. Вечером 30 августа, после продолжительного боя, стоившего Шамилю свыше 1000 человек убитыми, Кибит-Гаджи всё же сдался. Затем Шамиль направил все свои силы против русского гарнизона, который на рассвете 31 августа также сдался Шамилю. Потери унцукульского гарнизона в этот день составили 148 человек убитыми. Поручик Аносов, прапорщик Гессен и ещё 78 человек нижних чинов были уведены в плен.

## Итоги и последствия
Вслед за взятием Унцукуля Шамиль одержал ряд побед над русскими войсками. Он быстро занял селение Харачи, оставленное майором Косовичем, тут же разбивает наголову Апшеронский батальон под начальством майора Зайцева и овладел Моксохской башней и Балаханским укреплением. Затем взял Цатаних, Ахалчи и Гоцатль. В конце октября захватил Гергебиль, после чего русские войска полностью покинули Аварию.